# Microptila
Microptila is een geslacht van schietmotten uit de familie Hydroptilidae.

## Soorten
Deze lijst van 13 stuks is mogelijk niet compleet.
- M. apsara F Schmid, 1960
- M. atlantis H Malicky & P Chantaramongkol, 2007
- M. bejela Mosely, 1948
- M. chora H Malicky & P Chantaramongkol, 2007
- M. feredougoubae (FM Gibon, 1987)
- M. hintama J Olah, 1989
- M. ikaros H Malicky, 2004
- M. indra F Schmid, 1960
- M. minutissima F Ris, 1897
- M. pasak A Wells, 1993
- M. roudra F Schmid, 1960
- M. taji A Wells, 1993
- M. tyndareos H Malicky & P Chantaramongkol, 2007